# Arnmans gula höstkalvill
Arnmans gula höstkalvill, även känd som Sommargravensteiner, Gulröda Rosenäpplet, eller Guld-kronan, är en äppelsort spridd från Leykaufs plantskola i Norrköping. Leykauf skall ha tagit hem sorten frånTyskland eller Frankrike. Äpplesorten finns inte beskriven i någon tysk pomologi, och skiljer sig från Gul Höstkalvill genom bredare, mera rundad och mindre spetsig form, mindre åsighet, djupare skafthåla, större och mera trubbiga kärnor, sötare smak och tidigare mognad.Äpplet som är stort är saftigt och mört. Smaken är aningen syrlig samt mild. Fin arom. Äpplet är mestadels gulvitt, skalet är tunt och aningen glänsande, samt fett. Arnmans gula höstkalvill mognar omkring septembers mitt, och håller sig därefter i gott skick endast omkring någon månad. Äpplet passar nog bäst som ätäpple, men kan även användas som köksäpple. Äpplen som pollineras av Arnmans gula höstkalvill är Stenbock, Säfstaholm, och Transparente blanche. I Sverige odlas Arnmans gula höstkalvill gynnsammast i zon I–II.
C-vitaminhalt 3,6mg/100 gram.
Äpplet har sitt namn efter P. A. Arnman, och det var Carl G. Dahl som döpte äpplet, i dennes bok Pomologi (1929, 1943). Av P. A. Arnman fick äpplet först namnet Gul höstkalvill, men detta ändrades alltså av Carl G. Dahl.
Äpplets träd växer kraftigt för att sedan bära god kraft mot sjukdomar. Som även äpplet gör.